# 박대순
박대순(1929년~2021년 9월 13일)은 대한민국의 디자이너·한양대학교 명예교수이다.

## 약력
- 1955년 서울대학교 미술대학 응용미술과 졸업
- 1974년 한양대학교 대학원 응용미술과 석사
- 1988년 한양대학교 대학원 응용미술과 이학박사(디자인학)
- 1966-1995년 상공미전 심사위원, 분과위원장, 부위원장, 위원장
- 1972-1994년 한양대 사대 응용미술과 교수, 산업미술대 교수
- 1980-1983년 한양대학교 사범대학 학장
- 1978-1994년 한국디자인학회 회장
- 1983-1988년 서울올림픽조직위원회 디자인전문위원, 공식행사 전문위원
- 1985-1990년 GOOD DESIGN G마크 심사위원장
- 1986-1995년 한양대학교 산업미술학과 교수
- 1994년-현 한양대학교 디자인대학 명예교수

## 논문 및 저서
- 1968년 공예사 및 공예개론(실과국정교과서) 문교부
- 1977년 디자인용어사전(미진사)
- 1978년 관광토산품의 개발방안(논문, 새마을운동본부)
- 1980년 한국수출산업을 위한 산업디자인 개선에 관한 연구(한국디자인학회)
- 1982년 80년대 산업디자인의 문제점과 개선에 관한 연구(한대사대 논총)
- 1983년 장식스타일(합동문화사)
- 1983년 현대 디자인 이론의 사상가들(미진사)
- 1988년 디자인방법론(서울산업대출판부)
- 1988년 산업디자인개발을 위한 기호론적 연구(박사학위논문)
- 1989년 정량적ㆍ정성적 디자인 가치의 누적 평가방법(논문, 한국디자인학회)
- 1993년 현대디자인용어사전(디자인오피스)

## 수상
- 1967년 공로 표창(기능발전, 기능올림픽회장)
- 1968년 공로 표창(기능발전, 교통부 장관)
- 1978년 공로 표창(기능발전, 과기처 장관)
- 1978년 공로 표창(관광민예품발전, 보사부 장관)
- 1981년 석탑산업훈장 수훈(대통령)
- 1986년 대한민국산업디자인전 초대작가상 수상(상공부 장관)
- 1988년 백남학술상(한양대학교 이사장)
- 1988년 서울올림픽대회 공로 표창 수상(대통령)
- 1989년 국제기능올림픽대회 공로 표창 수상(대통령)
- 1994년 대전엑스포 공로 표창 수상(대통령)
- 1994년 교육공로훈장 석류장 수훈(대통령)
- 2013년 디자이너 명예의 전당 헌액

## 디자인관련단체
- 1964-2000년 현 예총이사, 미술협회이사겸 공예분과 위원장 고문
- 1965-1972년 세계공예가협회(W.C.C) 회원
- 1978-1994년 한국디자인학회 회장
- 1983-1986년 아시안게임디자인전문회원, 식전행사미술책임자
- 1983-1988년 서울올림픽조직위원회 디자인전문위원, 공식행사 전문위원
- 1989-1993년 국제산업박람회(대전EXPO) 디자인위원회 위원장
- 1995-2000년 한국색채연구소 이사장